# Denton (Norfolk)
Denton è un villaggio e parrocchia civile dell'Inghilterra, appartenente alla contea del Norfolk.